# Alec Reeves
Pour les articles homonymes, voir Reeves.
Alec Harley Reeves, Ordre de l'Empire britannique (10 mars 1902 – 13 octobre 1971) est un scientifique britannique reconnu pour ses travaux sur la modulation d'impulsion codée (MIC). Il a déposé 82 brevets d'invention.

## Enfance
Alec Reeves nait à Redhill (Surrey) en 1902 et fait ses études au lycée de Reigate, puis il obtient une bourse et va au Guilds Engineering College en 1918, enfin il poursuit ses études universitaires à l'Imperial College London en 1921.

## Carrière
Reeves rejoint la Western Electric Company en 1923 et fait partie du groupe d'ingénieurs chargés de la première liaison téléphonique transatlantique commerciale. En 1925 l'exploitation de la branche européenne de la Western Electric est achetée par ITT et en 1927 Reeves est transféré dans les laboratoires de recherche de LMT, filiale d'ITT situés à Paris. Pendant qu'il est à Paris il est responsable de plusieurs projets parmi lesquels on peut compter : une liaison radio sur ondes courtes entre le réseau téléphonique espagnol et l'Amérique du Sud, le premier radiotéléphone au monde fonctionnant en bande latérale unique (BLU), un système à porteuse multicanaux pour des radiotéléphones fonctionnant en UHF. On lui doit également des innovations dans la mise au point d'un contrôle automatique de fréquence (en) (AFC), d'une ligne à retard numérique ou d'un microphone à condensateur. 

### Modulation d'impulsion codée
Reeves réalise le potentiel que la modulation d'impulsion codée représente pour réduire le bruit lorsque la voix est transmise sur de longues distances. Dans le cas d'un signal analogique, lorsqu'il est amplifié, le bruit contenu dans ce signal est amplifié dans les mêmes proportions et on constate également l'apparition de nouveaux bruits. Avec la modulation d'impulsion codée on se contente de régénérer les impulsions, de cette façon le bruit contenu dans le signal n'est pas augmenté. Reeves brevette cette découverte en 1938. Malheureusement son idée nécessite de mettre en œuvre des circuits extrêmement complexes (au regard de la technologie des années 1930) incluant l'utilisation de tubes à vide ce qui, à cette époque, est fort coûteux. La modulation d'impulsion codée n'est donc pas utilisée commercialement avant les années 1950 lorsque l'apparition du transistor la rend économiquement viable. La modulation d'impulsion codée a pourtant été employée pendant la Seconde Guerre mondiale pour établir des communications sécurisées, notamment entre Franklin Roosevelt et Winston Churchill.

### Seconde Guerre mondiale
À la suite de l'invasion de la France par l'Allemagne en 1940, Reeves fuit en Espagne et retourne en Angleterre à bord d'un cargo. Il rejoint le Royal Aircraft Establishment à Farnborough et participe au développement des systèmes de contremesure des dispositifs de radionavigation allemands dans ce qu'on a appelé la Bataille des faisceaux. Par la suite, Reeves est transféré au Telecommunications Research Establishment comme membre de l'équipe de scientifiques et d'ingénieurs chargés du développement d'un système de radionavigation purement britannique. Le premier dispositif qu'ils mettent au point prend le nom de GEE. Ce système fonctionne bien mais est trop sensible au brouillage et pas assez précis pour permettre des bombardements en aveugle de nuit ou à travers une épaisse couche nuageuse. En collaboration avec Francis Jones (en) du Telecommunications Research Establishment, Reeves met au point un nouveau système appelé oboe qui permet une très grande précision de l'ordre de 45 m et qui offre une bonne résistance au brouillage. Le oboe s'est révélé être une aide inestimable pour la Royal Air Force au cours du Bomber Command, offensive contre l'Allemagne.

### Après la guerre
Après la guerre, Alec Reeves a dirigé une équipe conduite par Charles Kao et George Hockham (en) au Standard Telecommunication Laboratories (STL) qui inventa la fibre optique comme moyen pour communiquer de grandes quantités de données. Récemment (2010) Kao a reçu le Prix Nobel pour ses travaux dans ce domaine. Reeves est resté à la STL jusqu'à sa retraite. En 1965 il a été décoré de la médaille Stuart Ballantine du Franklin Institute et aussi de l'Ordre de l'Empire britannique.